# Métro léger de Mendoza
Le Métro léger de Mendoza (en espagnol, Metrotranvía de Mendoza) est un système de métros légers circulant dans la ville de Mendoza, en Argentine. La ligne 1, d'une extension de 12,5 km, va du département Maipú à Mendoza Capitale.

## Aperçu général
Le Metrotranvía comporte une ligne, qui dessert cinq départements de l'aire métropolitaine de Mendoza: Capitale, Godoy Cruz, Las Heras, Maipú et Luján de Cuyo. 

### Stations de la ligne verte
Les stations de la ligne :
- Parador Mendoza
- Parador Belgrano
- Parador Pedro Molina
- Parador 25 de Mayo
- Parador Pellegrini
- Nodo de Transferencia
- Parador San Martín
- Parador Godoy Cruz
- Parador Progreso
- Parador Independencia
- Parador 9 de Julio
- Parador Luzuriaga
- Parador Piedrabuena
- Parador Alta Italia
- Parador Maza
- Parador Gutiérrez|